# گروه آنتیلانکا
گروه آنتیلانکا (به اسپانیایی: Complejo volcánico Antillanca) یک رشته‌کوه در شیلی است که در استان اوسورنو واقع شده‌است. گروه آنتیلانکا ۱٬۹۹۰ متر بالاتر از سطح دریا واقع شده‌است.